# Проект «Авалон»
Проект «Авалон» (англ. Avalon Project) — электронная библиотека документов, относящихся к праву, истории и дипломатии.
Проект является частью библиотеки им. Лилиан Гольдман Йельской школы права при одноимённом университете. Он предоставляет онлайн-доступ к электронным копиям документов, вплоть до самых древних (4000 г. до н. э.), что даёт возможность изучить оригинальные тексты не только для таких известных документов, как Великая хартия вольностей (1215), английский Билль о правах (1689) и Билль о правах США (1789), документы Нюрнбергского процесса, Холодной войны, но и тексты других, менее известных, но значительных документов, связанных с поворотными моментами в истории права и прав человека.
Программное обеспечение сайта обеспечивает возможность сложного поиска необходимого объекта, а также сравнение текста для двух документов.
На том же веб-сайте размещён Проект «Диана» — интернет-архив документов, связанных с правами человека.